# Campus industriel Le Grand Chalon en Bourgogne

Logo du Campus Industriel.

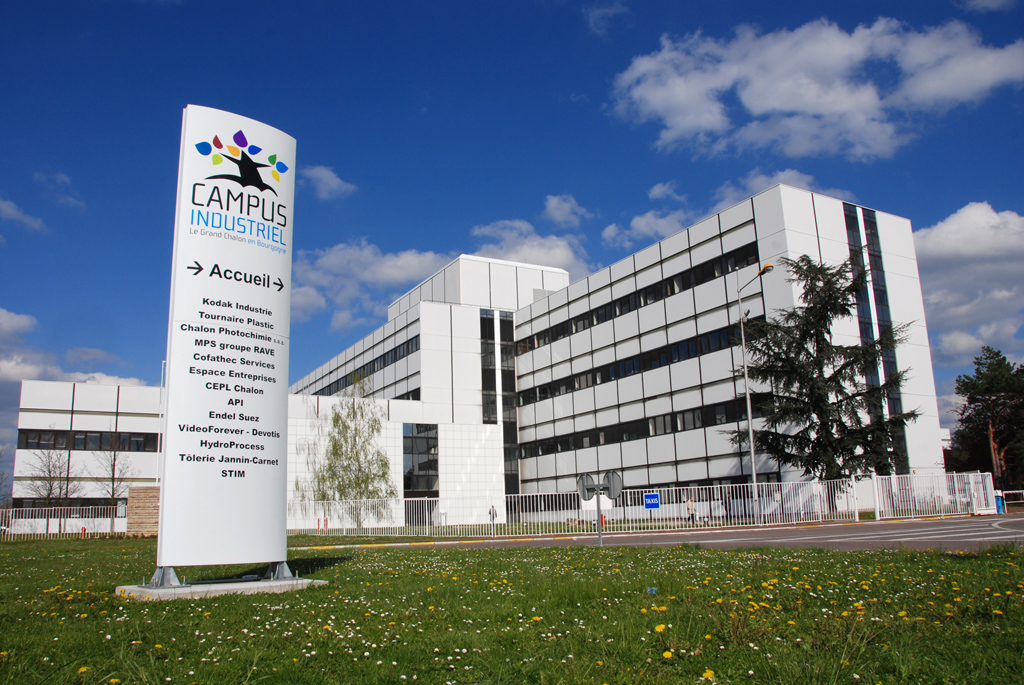
Campus Industriel Le Grand Chalon en Bourgogne.

Le Campus Industriel Le Grand Chalon en Bourgogne est un parc industriel situé dans le département de Saône-et-Loire en Bourgogne-Franche-Comté. Il est implanté dans la zone industrielle nord de Chalon-sur-Saône.
Créé en 2005, il accueille plus de cinquante entreprises sur quatre-vingts hectares. 

## Géographie
Le campus industriel est implanté au nord de Chalon-sur-Saône. Les quatre-vingts hectares du parc sont répartis sur trois communes : Chalon-sur-Saône, Fragnes et Champforgeuil.
Le parc industriel est situé à trois kilomètres de l'autoroute A6 (sortie Chalon Nord). La gare du Creusot TGV est distante de quarante kilomètres et l'aéroport de Lyon-Saint-Exupéry est à cent cinquante kilomètres.

## Histoire
En 1962, Eastman Kodak devient propriétaire de deux cent vingt hectares de terrains agricoles, afin d’y installer une unité de fabrication de produits photographiques. 
Chalon-sur-Saône s’impose par sa position géographique, favorable à la distribution de ces produits, et grâce à la disponibilité sur ce site de la quantité d’eau nécessaire aux procédés de fabrication.
La mission du site est orientée vers trois marchés principaux : la photographie grand public, la pellicule pour le cinéma et les produits de radiologie médicale et industrielle. 
L’accélération de l’arrivée des produits numériques, particulièrement dans le domaine de la photo grand public, amène Eastman Kodak à annoncer début 2004 de très importantes réductions d’effectifs dans le groupe. 
Kodak-Industrie met alors en place une stratégie alternative à la fermeture complète du site en créant un Campus Industriel. 

## Équipements
Le Campus Industriel est alimenté par des réseaux d’énergie et de fluides industriels : électricité, gaz, eaux potables et eaux industrielles, vapeur, froid, air comprimé, azote et eau déminéralisée.
La zone industrielle est équipée d'une station de traitements des eaux usées dédiée aux eaux industrielles.	
Le parc est équipé d'un réseau informatique à très haut débit.
Un restaurant inter-entreprises est situé au cœur du campus.

## Le campus aujourd'hui

### Quelques chiffres
- 80 ha clos et gardés

- 25 ha de terrains disponibles

- 62 000 m² de bâtiments dont 35 000 m² d’atelier

- 14 000 m² de bureaux, laboratoires et openspace dans l'Espace Entreprises destiné à la location

### Entreprises implantées
| 4POLE     | API             | APPLUS RTD    | ARFAK        | ASMEO           | AURUS              |
| BERTHET   | BIG WALL VISION | CARESTREAM    | CATNET       | CELIUM ENERGIES | CEPL               |
| CIVT      | DYNAMIC 3D      | ENDEL / SUEZ  | EPS          | ESAT            | ESPACE ET FONCTION |
| FOREVER   | FOVEA           | HAPPY SAVEURS | HYDROPROCESS | INTERTEK        | KEOPS conception   |
| KODAK     | MASTERVOLT      | PREVOIR       | PROANATEC    | RAVE            | Seris Security     |
| SLBO      | SMART COACHING  | SPERIAN       | STIM         | TJC             | TOURNAIRE          |
| VERT JADE |                 |               |              |                 |                    |